# Caesalpinia coulterioides
Caesalpinia coulterioides là một loài thực vật có hoa trong họ Đậu. Loài này được Griseb.emend.Burkart miêu tả khoa học đầu tiên.